# Carlo Barbieri (calciatore 1900)
Carlo Barbieri (Mantova, 3 giugno 1900 – ...) è stato un calciatore italiano, di ruolo attaccante.

## Carriera
Fratello minore del calciatore Enghel Barbieri, giocò con il Mantova a partire dalla stagione 1919-1920, mettendo a segno almeno 16 reti in totale. Dal 1922-1923 disputò nel corso di tre anni in Prima Divisione 55 gare, mettendo a segno 7 reti.
Lasciato il club virgiliano nel 1927, disputò tre stagioni, dal 1927 al 1930, nel Brescia, di cui due in Divisione Nazionale e una nel nuovo campionato di Serie A; con le rondinelle giocò 56 partite e realizzò 10 reti. Nell'estate 1928 partecipò alla tournée in terra americana con il Brescia, giocando 5 partite e realizzando una rete.
Nel 1929-1930 giocò 13 partite in Serie A con il Brescia, segnando anche una rete, la prima del Brescia in massima serie, il 6 ottobre 1929 in Milan-Brescia (4-1) nella partita valevole per la prima giornata di campionato.
Nelle due stagioni successive disputò due campionati in Serie B con la maglia del Palermo: 25 presenze nella prima stagione (con un gol) e 3 apparizioni nel secondo ed ultimo anno.

## Palmarès

### Club

#### Competizioni nazionali
- Seconda Divisione: 1

Mantova: 1923-1924
- Serie B: 1

Palermo: 1931-1932